# The Rubettes
I Rubettes sono un gruppo pop inglese attivo negli anni Settanta.

## Storia
Di loro si ricorda soprattutto il famoso pezzo Sugar Baby Love, diventato un classico. I loro maggiori successi si riscontrano nel periodo dal 1972 al 1982: ad esempio I Can do It, Baby I Know,  Juke box jive, Little Darling, e molti altri pezzi minori, con i quali sono rimasti nelle classifiche inglesi, italiane ed europee per molto tempo. La band ha avuto molto successo anche in Germania.
La loro musica parte con un revival classico, ricco di voci e cori, venato di rock e romanticismo. Negli anni la loro musica, pur mantenendo una caratteristica spiccata, assume anche venature country, dovute alla chitarra di Tony Thorpe, ma nel gruppo si sentono anche le influenze di tutti gli altri componenti: Alan Williams, Mike Clark, John Richardson (Bill Hurd e Pete Anersen sono state presenze meno rilevanti nella vita dei Rubettes, ma sicuramente con qualche influenza specialmente nei primi tempi).
Il risultato dei loro talenti è una musica ricca che scorre facilmente.
Nel 1974 Mino Reitano incise una cover di Sugar baby love in italiano (Dolce angelo) e con questa canzone il cantante partecipò a Canzonissima; il gruppo La Quinta Faccia la incise invece nella versione originale in inglese.
Successivamente anche Fiorello ha fatto una versione di Sugar Baby Love in italiano chiamandola Dolce amore mio e la inserì nel CD Spiagge e lune.

## Discografia
- 1974 - Wear It's 'At - Sugar Baby Love LP - Polydor
- 1974 - Sugar Baby Love/You could have told Me 45 giri - Polydor
- 1974 - Tonight/Silent movie queen 45 giri - Polydor
- 1975 - We can do it LP - STATE
- 1975 - I can do it/If You've got the time 45 giri - STATE
- 1975 - Foo Dee O Dee/With You 45 giri - STATE
- 1975 - Rubettes LP - STATE
- 1975 - Little Darling/Miss Goodie Two Shoes 45 giri - STATE
- 1976 - Sign of the Times LP - STATE
- 1976 - You're the reason why/Julia 45 giri - STATE
- 1976 - The Best Of The Rubettes LP - STATE
- 1977 - Baby I Know LP - STATE (solo importazione)
- 1978 - Sometime in Oldchurch LP - Polydor (solo importazione)
- 1978 - Still Unwinding LP - Polydor (solo importazione)